# Marco Antonio Plaza
Marco Antonio Plaza Barrios (Casablanca, Chile, 24 de febrero de 1982) es un exfutbolista chileno. Jugaba  de Volante.

## Clubes
| Club               | País  | Año         |
| ------------------ | ----- | ----------- |
| Everton            | Chile | 2000 - 2003 |
| Constitución Unido | Chile | 2003        |
| Ñublense           | Chile | 2004        |
| Iberia             | Chile | 2005        |
| Lota Schwager      | Chile | 2006        |
| Rangers            | Chile | 2007        |
| Unión La Calera    | Chile | 2008        |
| Deportes Melipilla | Chile | 2009        |
| Coquimbo Unido     | Chile | 2010 - 2011 |
| Iberia             | Chile | 2012        |
| Deportes Melipilla | Chile | 2013 - 2014 |
| Deportes Ovalle    | Chile | 2015        |
| Malleco Unido      | Chile | 2015 - 2016 |

## Palmarés

### Campeonatos nacionales
| Título           | Club                  | País  | Año  |
| ---------------- | --------------------- | ----- | ---- |
| Tercera División | Ñublense              | Chile | 2004 |
| Segunda División | Iberia de Los Ángeles | Chile | 2012 |